# 罗伯特·图姆
罗伯特·图姆（德語：Robert Thum，1908年9月25日—1980年9月），奥地利男子乒乓球运动员。他曾获得1枚世界乒乓球锦标赛金牌，3枚银牌和1枚铜牌。